# مبدأ واينبرغر
كان مبدأ واينبرغر (بالإنجليزية: Weinberger Doctrine)‏، قائم بالنقاط التي تحكم متى يمكن للولايات المتحدة أن ترسل قوات في اشتباكات عسكرية.
تم الكشف عن هذه العقيدة علنًا من قبل وزير الدفاع الأمريكي كاسبار واينبرغر في 28 نوفمبر 1984، في خطاب بعنوان «استخدامات القوة العسكرية» ألقاه أمام نادي الصحافة الوطني في واشنطن العاصمة.
كانت عقيدة واينبرغر نتاجًا للدروس الجماعية المستفادة من حرب فيتنام، ورغبة الحكومة الأمريكية، في تجنب مثل هذه المستنقع في المستقبل.

## عقيدة وينبرجر
1. يجب على الولايات المتحدة ألا تلتزم بقوات للقتال ما لم تكن هناك مصالح وطنية حيوية للولايات المتحدة أو حلفائها.
2. يجب أن تلتزم القوات فقط بإخلاص وبنية واضحة للفوز. خلاف ذلك، لا ينبغي أن تلتزم القوات.
3. يجب ألا تلتزم القوات المقاتلة إلا بأهداف سياسية وعسكرية محددة بوضوح، ولديها القدرة على تحقيق تلك الأهداف.
4. يجب إعادة تقييم العلاقة بين الأهداف، وحجم وتكوين القوات الملتزمة بشكل مستمر، وتعديلها إذا لزم الأمر.
5. لا ينبغي أن تلتزم القوات بالقتال دون «ضمان معقول» بدعم الرأي العام الأمريكي، والكونغرس.
6. لا ينبغي النظر إلى التزام القوات الأمريكية إلا كملاذ أخير.